# Торре-де-Хуан-Абад
Торре-де-Хуан-Абад (ісп. Torre de Juan Abad) — муніципалітет в Іспанії, у складі автономної спільноти Кастилія-Ла-Манча, у провінції Сьюдад-Реаль. Населення — 1240 осіб (2010).
Муніципалітет розташований на відстані близько 210 км на південь від Мадрида, 85 км на південний схід від Сьюдад-Реаля.

## Демографія
Динаміка населення (INE ):

## Галерея зображень

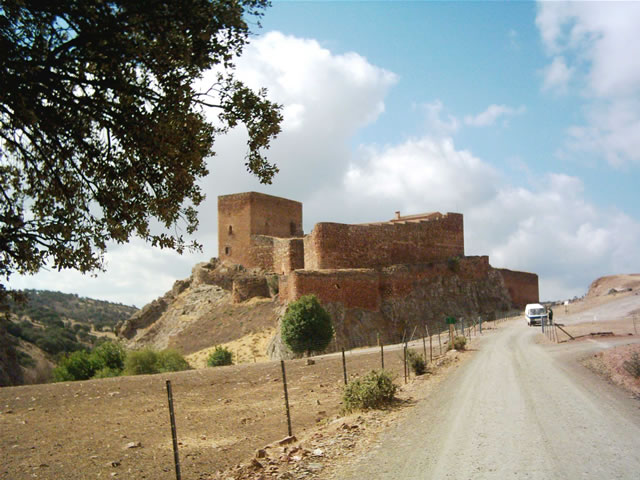
Замок Монтісон-де-Торре-де-Хуан-Абад